# ITU World Championship Series 2015
Die World Championship Series 2015 ist eine Triathlon-Rennserie über die „Kurzdistanz“ oder auch „olympische Triathlon-Distanz“. Sie wird vom internationalen Triathlon-Verband ITU (International Triathlon Union) ausgetragen.

## Organisation
Die Distanzen für diese Rennen sind 1,5 km Schwimmen, 40 km Radfahren und 10 km Laufen (olympische Distanz). Dieser Weltserie wird seit 1989 jährlich von der Internationalen Triathlon Union (ITU) veranstaltet. In der Saison 2015 fanden neun Rennen sowie das Finale im September in Chicago statt.
Neu hinzugekommen ist mit dem Rennen in Abu Dhabi der erste Bewerb im mittleren Osten und es wird hier der Hauptbewerb auf der Sprintdistanz (0,5 km Schwimmen, 20 km Radfahren and 5 km Laufen) ausgetragen. Daneben gibt es auch je ein Rennen auf der olympischen Distanz sowie der Maxi-Distanz (2 km Schwimmen, 80 km Radfahren and 20 km Laufen).

### Wertung
Für die Jahreswertung der Weltmeisterschaft werden neben den zehn Rennen der Weltserie auch die anderen Rennen des ITU-Weltcups berücksichtigt:

Beim Finale in Chicago gibt es im September für einen Sieg 1200 Punkte und bei den anderen neun Rennen der Weltserie gibt es für einen Sieg jeweils 800 Punkte. Bei einem normalen ITU-Weltcup gibt es hingegen nur 300 Punkte. Jede weitere Platzierung bekommt bei diesen Rennen eine festgelegte Punktezahl gutgeschrieben.
Für die Jahreswertung werden die besten fünf Ergebnisse der Weltserie, das letzte Finalrennen sowie maximal zwei Weltcup-Rennen berücksichtigt.

### Qualifikation
Jeder nationale Dachverband kann pro Wettkampf der Serie bis zu sechs männliche und weibliche Athleten nominieren, der gastgebende Verband bis zu acht. Die Meldung hat spätestens 33 Tage vor dem Wettkampf an die ITU zu erfolgen. Die ITU stellt anhand der Platzierung der gemeldeten Athleten auf der ITU Points List die Starterfelder von je 60 männlichen und weiblichen Athleten zusammen, zusätzlich können je fünf Einladungen ausgesprochen werden.
In die ITU Points List gehen im Gegensatz zum World Championship Ranking auch weitere Wettkämpfe wie z. B. U23-Weltmeisterschaften, kontinentale Meisterschaften und Cup-Veranstaltungen und Studentenweltmeisterschaften ein.

### Preisgeld
Insgesamt werden bei der Serie 2,385 Millionen US$ Preisgeld ausgeschüttet: 150.000 US$ pro Wettkampf, 280.000 US$ für das Grand Final, 140.000 US$ für die Weltmeisterschaft im Mixed Relay sowie einen Bonuspool von 755.000 US$ für die Weltmeisterschaft.
Die schnellsten Männer und Frauen erhalten jeweils 18.000 US$ pro Wettkampf der Serie, 7.500 US$ pro Weltcup-Sieg sowie 30.000 US$ beim Grand Final in Cozumel, der Weltmeister und die Weltmeisterin weitere 80.000 US$, Preisgelder werden bis Platz 35 gezahlt.

## Ergebnisse
Eine überragende Leistung legte die US-Amerikanerin und spätere Weltmeisterin Gwen Jorgensen in dieser Saison ab: Sie konnte alle ihrer sieben Starts bei den zehn Rennen gewinnen.

Javier Gómez startete acht Mal und er konnte sich immer unter den besten drei platzieren (2-mal Gold, 5-mal Silber und 1-mal Bronze).
Beim vierten Rennen der Serie in Kapstadt musste am 25. und 26. April beim Rennen der Frauen und Männer wegen der kalten Wassertemperatur die Schwimmdistanz von 1500 auf 750 m verkürzt werden.
Als stärkste Nation konnten die spanischen Athleten sich 2015 fünfzehn Medaillenplätze sichern. Nach den zehn Rennen der Rennserie konnte sich das Team der Vereinigten Staaten bei den Frauen sechzehn der dreißig möglichen Medaillen sichern – bei den Männern hingegen keine einzige.

Nicola Spirig holte beim vierten Rennen in Kapstadt eine Bronzemedaille für die Schweiz. Neben ihr konnte aber kein anderer Athlet aus den deutschsprachigen Ländern weder bei den Frauen noch den Männern in dieser Saison eine Top-Drei-Platzierung erreichen.

### Männer

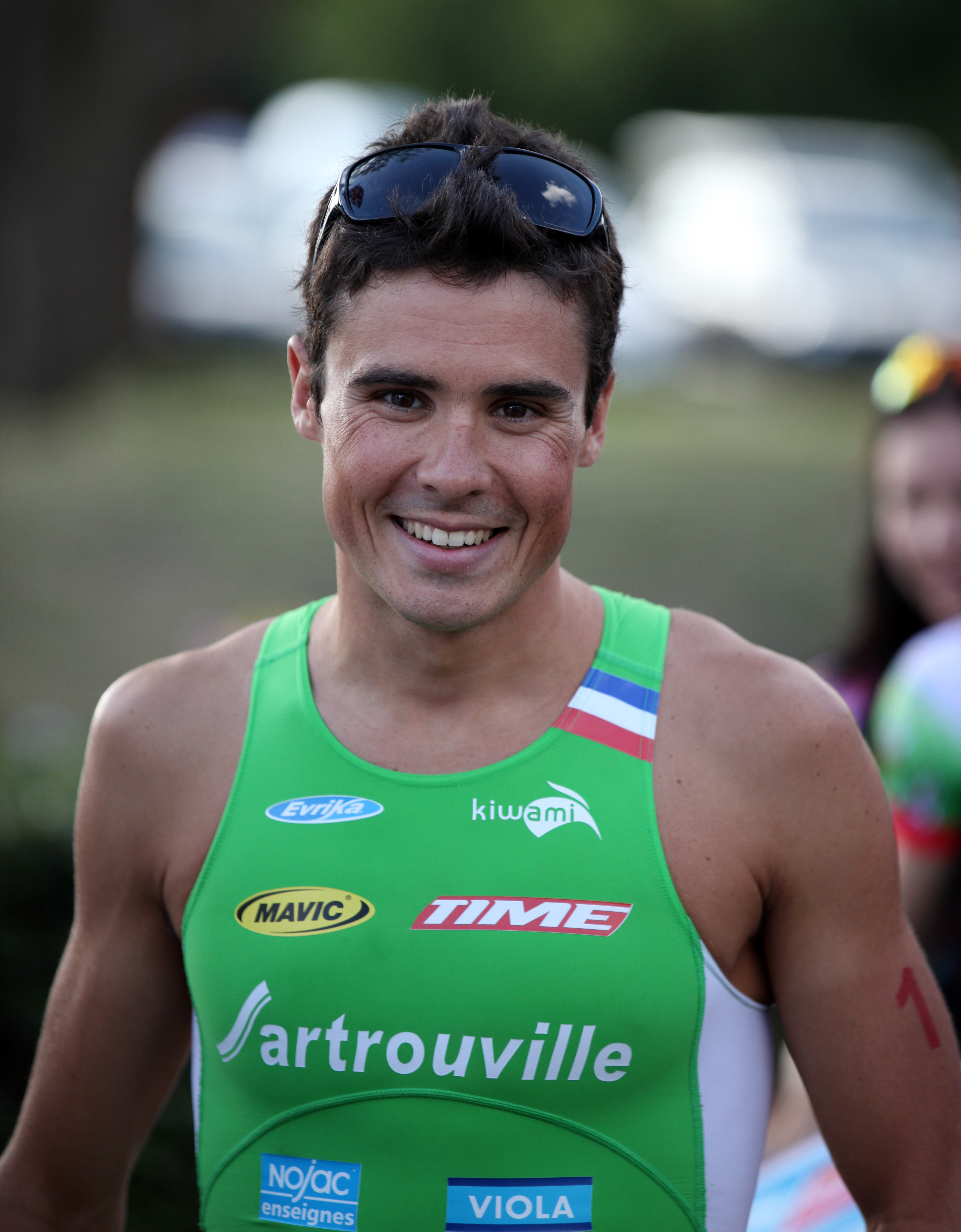
Javier Gómez – fünffacher Triathlon-Weltmeister auf der Kurzdistanz (2008, 2010, 2013, 2014 und 2015)

| Datum         | Ort        | Gold                  | Zeit     | Silber            | Zeit     | Bronze            | Zeit     |
| 7. März 2015  | Abu Dhabi  | Mario Mola            | 00:52:32 | Vincent Luis      | 00:52:45 | Richard Murray    | 00:52:50 |
| 29. März 2015 | Auckland   | Jonathan Brownlee     | 01:55:26 | Javier Gómez Noya | 01:55:41 | Pierre Le Corre   | 01:55:52 |
| 11. Apr. 2015 | Gold Coast | Jonathan Brownlee -2- | 01:46:53 | Mario Mola        | 01:47:11 | Javier Gómez Noya | 01:47:21 |
| 26. Apr. 2015 | Kapstadt * | Alistair Brownlee     | 01:39:19 | Javier Gómez Noya | 01:39:24 | Vincent Luis      | 01:39:28 |
| 17. Mai 2015  | Yokohama   | Javier Gómez Noya     | 01:47:00 | Alistair Brownlee | 01:47:02 | Mario Mola        | 01:47:20 |
| 31. Mai 2015  | London     | Alistair Brownlee -2- | 00:50:39 | Fernando Alarza   | 00:50:51 | Vincent Luis      | 00:50:57 |
| 18. Juli 2015 | Hamburg    | Vincent Luis          | 00:51:54 | Javier Gómez Noya | 00:51:58 | Mario Mola        | 00:52:20 |
| 23. Aug. 2015 | Stockholm  | Javier Gómez Noya -2- | 01:49:33 | João José Pereira | 01:50:18 | Aaron Royle       | 01:50:26 |
| 6. Sep. 2015  | Edmonton   | Richard Murray        | 00:53:19 | Javier Gómez Noya | 00:53:23 | Mario Mola        | 00:53:34 |
| 19. Sep. 2015 | Chicago    | Mario Mola -2-        | 01:44:53 | Javier Gómez Noya | 01:44:57 | Richard Murray    | 01:45:35 |

### Frauen

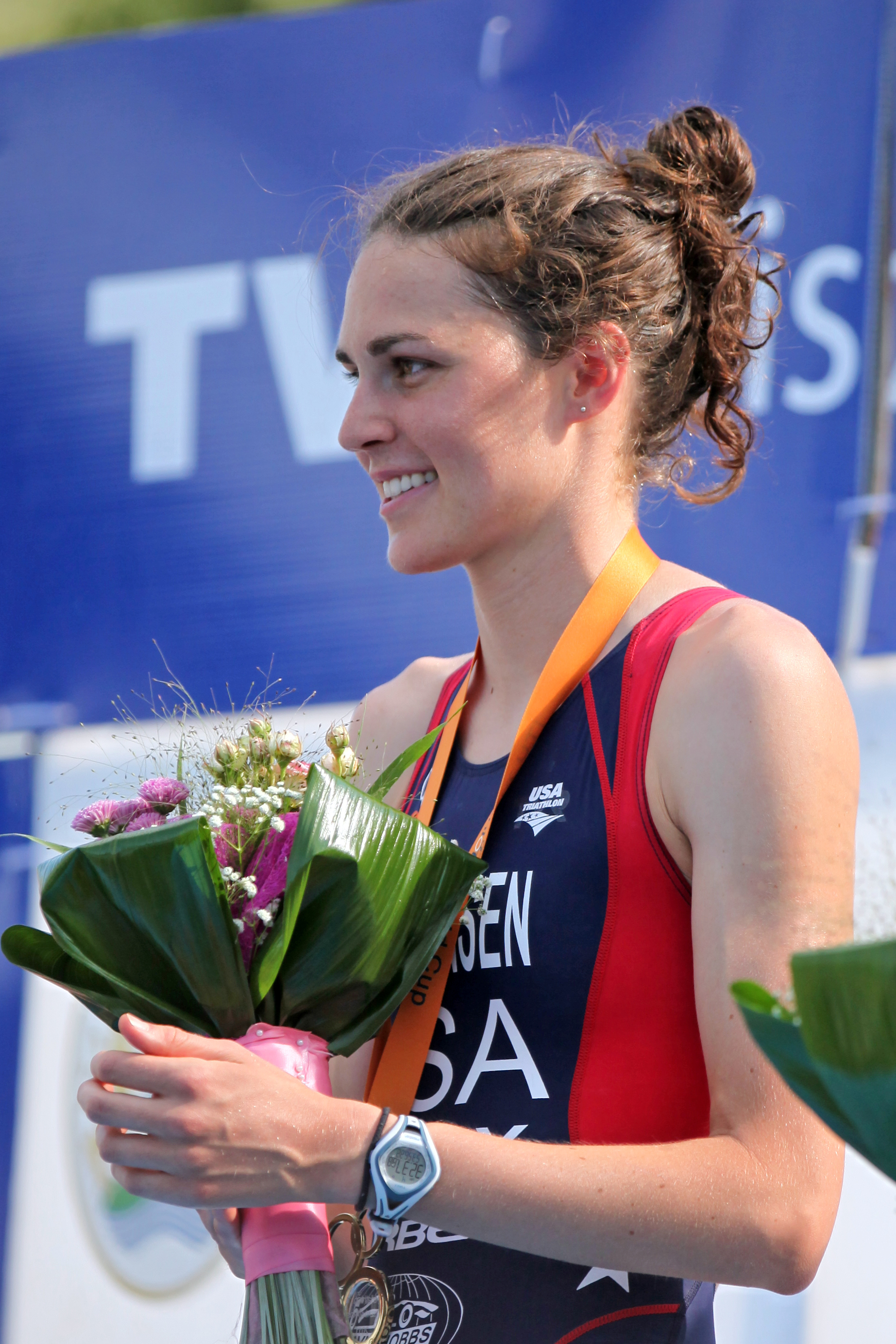
Gwen Jorgensen – zweifache Triathlon-Weltmeisterin auf der Kurzdistanz (2014, 2015)

| Datum         | Ort        | Gold               | Zeit     | Silber          | Zeit     | Bronze            | Zeit     |
| 7. März 2015  | Abu Dhabi  | Gwen Jorgensen     | 00:58:59 | Katie Zaferes   | 00:59:15 | Flora Duffy       | 00:59:23 |
| 29. März 2015 | Auckland   | Gwen Jorgensen -2- | 02:09:04 | Katie Zaferes   | 02:10:42 | Andrea Hewitt     | 02:10:58 |
| 11. Apr. 2015 | Gold Coast | Gwen Jorgensen -3- | 01:56:59 | Sarah True      | 01:58:17 | Katie Zaferes     | 01:58:35 |
| 25. Apr. 2015 | Kapstadt * | Vicky Holland      | 01:49:51 | Katie Zaferes   | 01:49:52 | Nicola Spirig     | 01:49:56 |
| 16. Mai 2015  | Yokohama   | Gwen Jorgensen -4- | 01:57:20 | Ashleigh Gentle | 01:58:33 | Emma Moffatt      | 01:59:03 |
| 31. Mai 2015  | London     | Gwen Jorgensen -5- | 00:55:45 | Katie Zaferes   | 00:56:06 | Sarah True        | 00:56:07 |
| 18. Juli 2015 | Hamburg    | Gwen Jorgensen -6- | 00:57:08 | Vicky Holland   | 00:57:13 | Non Stanford      | 00:57:24 |
| 22. Aug. 2015 | Stockholm  | Sarah True         | 02:01:05 | Katie Zaferes   | 02:01:19 | Andrea Hewitt     | 02:01:26 |
| 6. Sep. 2015  | Edmonton   | Vicky Holland -2-  | 00:58:55 | Flora Duffy     | 00:59:04 | Gillian Backhouse | 00:59:10 |
| 18. Sep. 2015 | Chicago    | Gwen Jorgensen -7- | 01:55:36 | Non Stanford    | 01:56:05 | Vicky Holland     | 01:56:20 |

* Beim Rennen in Kapstadt am 25. April musste witterungsbedingt die Schwimmdistanz für die Frauen und Männer von 1500 auf 750 m verkürzt werden.

### Gesamtwertung

#### Männer
| Platz | Land | Athlet            | Punkte |
| ----- | ---- | ----------------- | ------ |
| 1     | ESP  | Javier Gómez      | 4.930  |
| 2     | ESP  | Mario Mola        | 4.795  |
| 3     | FRA  | Vincent Luis      | 4.422  |
| 4     | RSA  | Richard Murray    | 4.317  |
| 5     | ESP  | Fernando Alarza   | 3.774  |
| 6     | AUS  | Ryan Bailie       | 3196   |
| 7     | Mex  | Crisanto Grajales | 3.005  |
| 8     | POR  | João José Pereira | 2.987  |
| 10    | FRA  | Pierre Le Corre   | 2702   |
| 11    | GBR  | Jonathan Brownlee | 2.695  |
| 12    | RSA  | Henri Shoeman     | 2.585  |
| 13    | CHE  | Sven Riederer     | 2.556  |
| 14    | GBR  | Alistair Brownlee | 2.340  |
| 23    | GER  | Justus Nieschlag  | 1.486  |
| 27    | POR  | João Pedro Silva  | 1.307  |
| 29    | GER  | Steffen Justus    | 1.248  |
| 39    | CHE  | Andrea Salvisberg | 1.100  |
| 57    | GER  | Gregor Buchholz   | 738    |
| 61    | AUT  | Alois Knabl       | 673    |
| 65    | FRA  | David Hauss       | 631    |
| 72    | AUT  | Thomas Springer   | 500    |
| 110   | GER  | Franz Löschke     | 187    |

(Stand: 20. September 2015)

#### Frauen
| Platz | Land | Athletin             | Punkte |
| ----- | ---- | -------------------- | ------ |
| 1     | USA  | Gwen Jorgensen       | 5.200  |
| 2     | NZL  | Andrea Hewitt        | 4.081  |
| 3     | USA  | Sarah True           | 4.074  |
| 4     | GBR  | Vicky Holland        | 3.953  |
| 5     | USA  | Katie Zaferes        | 3.900  |
| 6     | NED  | Rachel Klamer        | 3.099  |
| 7     | BER  | Flora Duffy          | 3.094  |
| 8     | GBR  | Non Stanford         | 2,890  |
| 9     | IRL  | Aileen Reid          | 2.721  |
| 10    | AUS  | Emma Moffatt         | 2.720  |
| 11    | CHI  | Bárbara Riveros Díaz | 2.491  |
| 12    | AUS  | Ashleigh Gentle      | 2.456  |
| 13    | GER  | Rebecca Robisch      | 2.405  |
| 17    | CHE  | Nicola Spirig        | 1.871  |
| 18    | GER  | Hanna Philippin      | 1.862  |
| 19    | AUT  | Lisa Perterer        | 1.829  |
| 20    | GER  | Sophia Saller        | 1.791  |
| 21    | CZE  | Vendula Frintová     | 1.755  |
| 24    | GER  | Laura Lindemann      | 1.625  |
| 29    | GER  | Anne Haug            | 1.458  |
| 30    | JPN  | Yuka Sato            | 1.399  |
| 32    | AUS  | Emma Jackson         | 1.334  |
| 35    | CHE  | Jolanda Annen        | 1.203  |
| 40    | GBR  | Helen Jenkins        | 1.156  |
| 58    | AUT  | Sara Vilic           | 706    |
| 66    | GBR  | Emma Pallant         | 585    |
| 77    | AUT  | Julia Hauser         | 436    |
| 107   | RSA  | Mari Rabie           | 169    |

(Stand: 18. September 2015)

### U23
Auf der olympischen Distanz (1,5 km Schwimmen, 40 km Radfahren und 10 km Laufen) werden im Rahmen des Rennens am letzten Austragungsort der Saison (Grand Final) auch jährlich die Weltmeister in der Kategorie U23 ermittelt.
| Datum/Jahr    | Austragungsort | U23-Weltmeister  | Zweiter              | Dritter      |
| ------------- | -------------- | ---------------- | -------------------- | ------------ |
| 17. Sep. 2015 | Chicago        | Jake Birtwhistle | David Castro Fajardo | Nan Oliveras |

| Jahr | U23-Weltmeisterin | Zweite          | Dritte         |
| ---- | ----------------- | --------------- | -------------- |
| 2015 | Audrey Merle      | Léonie Periault | Melanie Santos |